# 7607 Біллмерлін
7607 Біллмерлін (7607 Billmerline) — астероїд головного поясу, відкритий 18 вересня 1995 року.
Тіссеранів параметр щодо Юпітера — 3,323.